# Teatro Universitario de Murcia
El Teatro Universitario de Murcia (TUM o TU de Murcia) fue una agrupación teatral universitaria fundada por César Oliva que realizó más de treinta producciones entre 1967-1975. y que consiguió el Premio Nacional de Teatro Universitario durante dos años consecutivos, en 1968 y 1969. La labor directiva de Oliva fue compartida a partir de 1969 por José Antonio Aliaga.

## Origen y trayectoria
El TUM nació en el ámbito de en la Facultad de Filosofía y Letras de Murcia, como compañía de teatro universitario y sustituyendo al TEU de ese organismo, aunque con los esquemas del teatro independiente, es decir desarrollando un estudio previo de los montajes y orientando el resultado hacia un teatro popular, abierto y entendido por todos los públicos. Con sede y local de ensayo en las instalaciones de la propia universidad, se financió con esporádicas subvenciones de la Federación Española de Teatro Universitario, del Ministerio de Información y Turismo, del Ayuntamiento y ocasionalmente otras instituciones. Se llegaron a realizar giras y campañas populares por diferentes provincias españolas (Murcia, León, la cátedra Juan del Enzina de Salamanca), y sus montajes participaron en festivales como el de Sitges, Palma, Teatro Nuevo de Valladolid, San Sebastián.
Se considera uno de sus montajes más emblemáticos El Fernando, que no se pudo ver en Madrid debido a la censura. Tendría cierta continuidad en el Aula de Teatro de la Universidad de Murcia.

## Montajes
- Farsa y licencia de la reina castiza, Valle Inclán, dirigida por César Oliva, 1967.
- La difunta, Unamuno, dirigida por Juan Meseguer, 1968.
- Doctor Death, de 3 a 5 , Azorín, dirigida por César Oliva, 1968.
- La fiesta de los carros, entremeses del Siglo de Oro, César Oliva, 1968.
- Los muñecos, Luis Riaza, dirigida por César Oliva, 1968.
- El astrólogo fingido, Calderón de la Barca, dirigida por César Oliva, 1968.
- El testamento, Jerónimo López Mozo, 1969.
- Final de partida, Samuel Beckett, dirigida por José Antonio Aliaga, 1969.
- Farsa de la molinera y el corregidor, Juan Guirao, dirigida por César Oliva, 1969.
- Historia de la divertida ciudad de Caribdis, Manuel Pérez Casaux, dirigida por César Oliva, 1969.
- Caprichos del dolor y de la risa, Anónimo, Ramón de la Cruz y Valle Inclán, dirigida por César Oliva, 1969.
- Un féretro para Arturo, Jordi Teixidor, dirigida por César Oliva, 1969.
- Carnestolendas, Torres Villarroel, dirigida por Francisco Fernández Navarrete, 1970.
- La noticia y El mercadillo utópico, Lauro Olmo, 1970.
- La corrida de toros, José Arias Velasco, dirigida por César Oliva, 1970.
- El funeral, Luis Matilla, dirigida por José Antonio Aliaga, 1970.
- Curriculum vitae, José Ruibal, dirigida por José Antonio Aliaga, 1970.
- Espectáculo García Lorca (Llanto por Ignacio Sánchez Mejías y Amor de don Perlimpín con Belisa en su jardín), dirigida por César Oliva, 1971.
- El mono peludo, O’Neill, dirigida por César Oliva, 1971.
- La duodécima noche, William Shakespeare, León Felipe, dirigida por César Oliva, 1972.
- El Fernando, espectáculo de creación colectiva, dirigida por César Oliva, 1972.
- El horroroso crimen de Peñaranda del campo, Pío Baroja, dirigida por César Oliva, 1973.
- Jocoseria, Francisco de Quevedo|Quevedo]], Cervantes, Valle Inclán y García Lorca, dirigida por César Oliva, 1973.
- Parece cosa de brujas, Luis Matilla y Jerónimo López Mozo dirigida por César Oliva, 1973.
- Lutero, John Osborne, dirigida por José Antonio Aliaga, 1974.
- Mío Cid, colectivo, dirigida por César Oliva, 1974.
- La Andalucía de los Quintero, José María Rodríguez Méndez, dirigida por César Oliva, 1975.
- Por orden del señor alcalde, entremeses adaptados por Domingo Miras, dirigida por José Antonio Aliaga, 1975.
- La papilla de los locos, José Arias Velasco, dirigida por Vicente Bastida, 1976.
- El rufián dichoso, Cervantes, dirigida por César Bernad, Ángel Amorós y César Oliva, 1976.
- Títeres de cachiporra, Lorca, dirigida por José Antonio Aliaga, 1976.
- La venta del ahorcado, Domingo Miras, dirigida por César Oliva, 1976.
- Pluto o la riqueza, Aristóteles, versión de Manuel Pérez Casaux, dirigida por José Antonio Aliaga, 1977.[2]